# 普里普特尼 (切爾尼戈夫州)
50°57′2″N 32°13′56″E / 50.95056°N 32.23222°E
普里普特尼（羅馬化：Pryputni）是烏克蘭北部的村莊，隸屬切爾尼希夫州的普里盧基區。該村始建於1700年，面積2.18平方公里，海拔高度131米，2001年人口674，人口密度每平方公里308.6人。